# Душинський Мечислав Сигізмундович
Мечисла́в Сигізму́ндович Души́нський (нар. 25 травня 1868, Кохівка, Дніпровський повіт, Таврійська губернія — пом. ?) — військовик, прапорщик.

## Життєпис

### Родина
Народився в римо-католицькій дворянській сім'ї.
Батько — Душинський Сигізмунд Вікторович-Ксаверійович-Миколайович. 1851 року закінчив повітове дворянське училище у місті Златопіль.
Брат — Казимир.

### Освіта
Навчатися почав у чоловічій прогімназії у місті Златопіль з 1879 року, яку після її перетворення у гімназію успішно закінчив (випуск 1890 року) і мав намір вчитися на математичному факультеті Київського університету Св. Володимира.

### Військова діяльність
З вибухом  Першої світової війни у чині прапорщика 140-ї Курської пішої дружини народного ополчення неодноразово відзначається у битвах, за що отримує державні нагороди.

## Нагороди
- Орден Святого Станіслава 3 ступеня з мечами та бантом (10 квітня 1915 року)[5];
- Орден Святої Анни 3 ступеня з мечами та бантом (7 серпня 1915 року затверджене нагородження Головнокомандувачем арміями Південно-Західного фронту)[6];
- Орден Святого Станіслава 2 ступеня (24 листопада 1916 року)[7].

## Зазначення
1. ↑  Державний архів Кіровоградської області. Загальний список осіб, які бажають скласти іспит зрілості в Златопільській гімназії в 1889/1890 навчальному році. Ф. 499 опис 1 справа 440 С. 7зв. [Архівовано 30 листопада 2016 у Wayback Machine.](рос. дореф.)
2. 1 2  Список дворян Киевской губернии, на 11 октября 1905 года. С. 77 [Архівовано 11 січня 2015 у Wayback Machine.](рос. дореф.)
3. ↑  Андрієвський А. Історична записка про Златопільську гімназію до дня її п'ятдесятирічного ювілею у серпні місяці 1887 р. Київ. 1887. С. 61-66// Петербургский Генеалогический Портал [Архівовано 25 жовтня 2016 у Wayback Machine.](рос.)
4. ↑  Державний архів Кіровоградської області. Протокол іспитів зрілості для учнів і сторонніх осіб в 1890 році. Ф. 499 опис 1 справа 440 С. 55 [Архівовано 30 листопада 2016 у Wayback Machine.](рос. дореф.)
5. ↑  Высочайшие приказы о чинах военных. 1915 г., 1-30 апреля. Санкт-Петербург. 1915. С. 225 [Архівовано 15 березня 2017 у Wayback Machine.](рос. дореф.)
6. ↑  Высочайшие приказы о чинах военных. 1915 г., 1 августа. Санкт-Петербург. 1915. С. 149 [Архівовано 2 березня 2017 у Wayback Machine.](рос. дореф.)
7. ↑  Высочайшие приказы о чинах военных. 1916 г., 16 ноября — 30 ноября. Санкт-Петербург. 1916. С. 445 [Архівовано 1 червня 2017 у Wayback Machine.](рос. дореф.)